# J. H. Krchovský

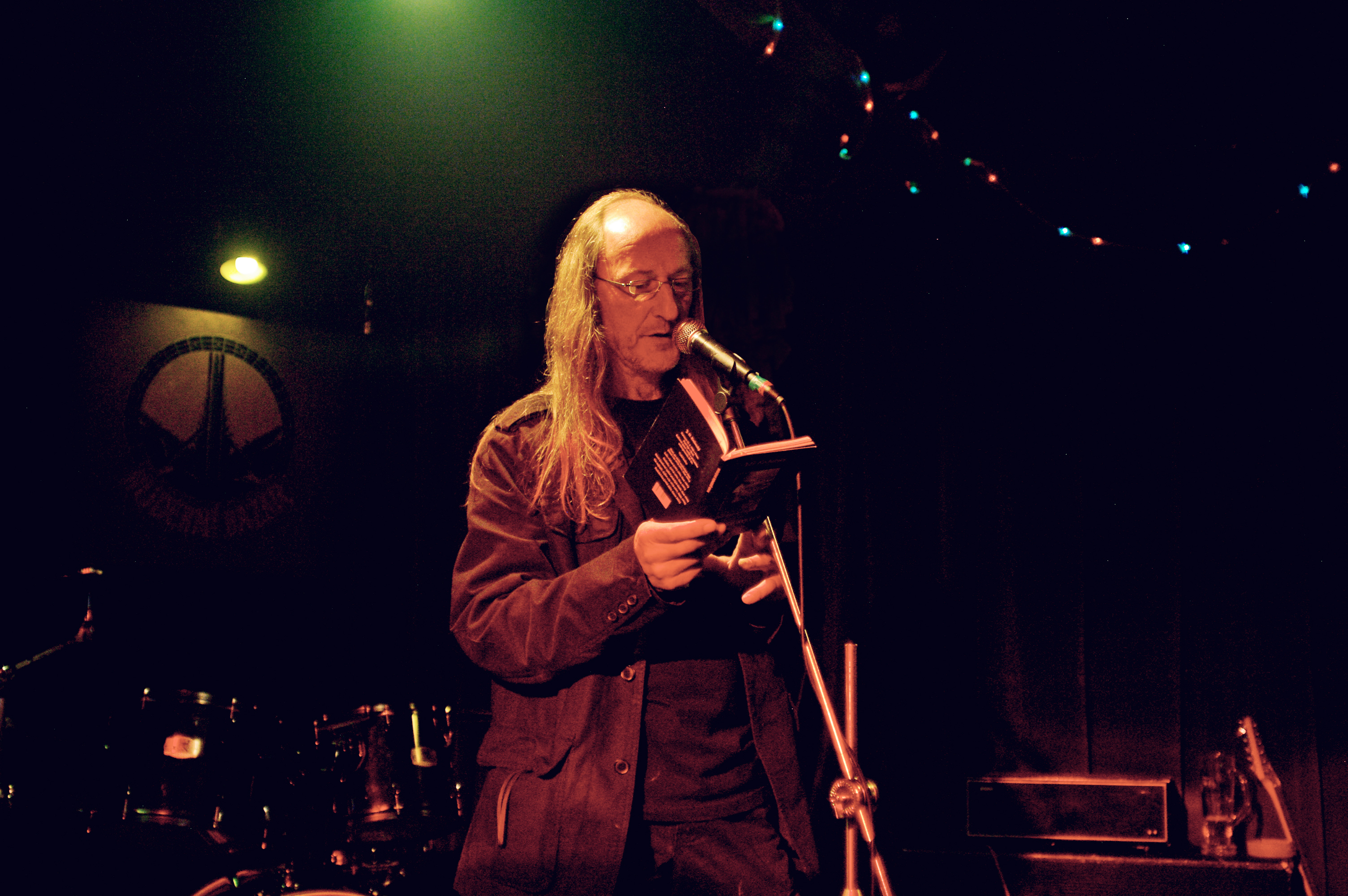
J. H. Krchovský (2012)

J. H. Krchovský (* 22. April 1960 in Prag als Jiří Hásek) ist ein tschechischer Dichter und Sänger. Er lebt in Brünn. Sein Pseudonym Krchovský bedeutet so viel wie „von Kirchhof“. Er gilt als einer der populärsten und meistgelesenen Dichter Tschechiens.

## Leben und Werk
J. H. Krchovský wurde ab Anfang der 1980er Jahre in der Prager Untergrundszene bekannt und publizierte im Samisdat. Sein Mentor war der Dichter und Philosoph Egon Bondy. Nach der Samtenen Revolution 1989 erhielt er den Literaturpreis der Revolver Revue, ordnete seine Gedichte neu und gab sie in mehreren Sammlungen heraus. Im Jahr 2010 erschien die vorläufige Gesamtausgabe Básně sebrané [Gesammelte Gedichte]. Seine Texte wurden in zahlreiche Sprachen übersetzt. Auf Deutsch sind zwei Bände in der Übersetzung von Ondřej Cikán erschienen.

## Stil
Krchovskýs Gedichte zeichnen sich durch eine extreme Präzision der Versmaße sowie außergewöhnliche Reime aus und sind vom Symbolismus und der Dekadenzdichtung beeinflusst, namentlich von Otokar Březina und František Gellner, wobei auch Anspielungen auf Karel Hynek Mácha offensichtlich sind.

## Musik
Krchovskýs Gedichte wurden häufig vertont, unter anderem von The Plastic People of the Universe. Im Jahr 2007 gründete J. H. Krchovský seine eigene Band Krch-OFF.

## Publikationen in deutscher Übersetzung
- Mumie auf Reisen – Ein Epos und weitere Gedichte, übers. Ondřej Cikán, Wien und Prag, 2018, ISBN 978-3-903124-00-4
- Jakoby – Als ob, Prosa, übers. Ondřej Cikán, Wien und Prag, 2020, ISBN 978-3-903124-15-8

## Diskographie der Band Krch-OFF
- Naposled [Zum letzten Mal] (Guerilla Records, 2008)
- Jakože vůbec nic [So wie gar nichts] (Guerilla Records, 2016)

## Auswahlbibliographie auf Tschechisch
- Básně sebrané [Gesammelte Gedichte bis 2010], Brünn, 2010, ISBN 978-80-7294-365-4
- Dvojité dno [Doppelter Boden], Brünn, 2010, ISBN 978-80-7294-407-1
- Já už chci domů [Ich will schon nach Hause], Brünn, 2015, ISBN 978-80-7491-591-8
- Tak ještě jedno jaro tedy [Dann noch ein Frühling also], illustr. Viktor Karlík, Prag, 2015, ISBN 978-80-87037-67-6
- Nekonečný kalendář [Immerwährender Kalender], illustr. Fratišek Štorm, Brünn, 2017, ISBN 978-80-7577-410-1